# Partido Marxista-Leninista da Alemanha
O Partido Marxista-Leninista da Alemanha (em alemão:  Marxistisch–Leninistische Partei Deutschlands, MLPD) é um partido político marxista-leninista anti-revisionista na Alemanha. Foi fundado em 1982 por membros do Sindicato dos Trabalhadores Comunistas da Alemanha (Kommunistischer Arbeiterbund Deutschlands; KABD) e é um dos menores partidos politicos na Alemanha.
O MLPD defende a tomada de poder do Estado pelo proletariado em uma revolução, derrubando as atuais relações capitalistas de produção e substituindo-as por uma nova ordem social de orientação socialista. Essa nova ordem é vista como um estágio de transição para a criação de uma sociedade comunista, sem classes. O partido defende a teoria e prática de Karl Marx, Friedrich Engels, Vladimir Lenin, Joseph Stalin e Mao Zedong . Rejeita os termos "stalinismo" e "maoísmo" como termos anticomunistas que dividem o movimento marxista-leninista. Ainda que critique aspectos particulares das obras políticas de Stalin e Mao, o MLPD defende abertamente essas obras, em contraste com a maioria dos grupos de esquerda na Alemanha.
O partido participou e organizou a Conferência Internacional de Partidos e Organizações Marxistas-Leninistas (ICMLPO) durante sua existência, e hoje é parte da Coordenação Internacional de Partidos e Organizações Revolucionárias. Representantes do partido participaram de congressos de outros partidos comunistas ao redor do mundo.

## Perfil político

### Socialismo real

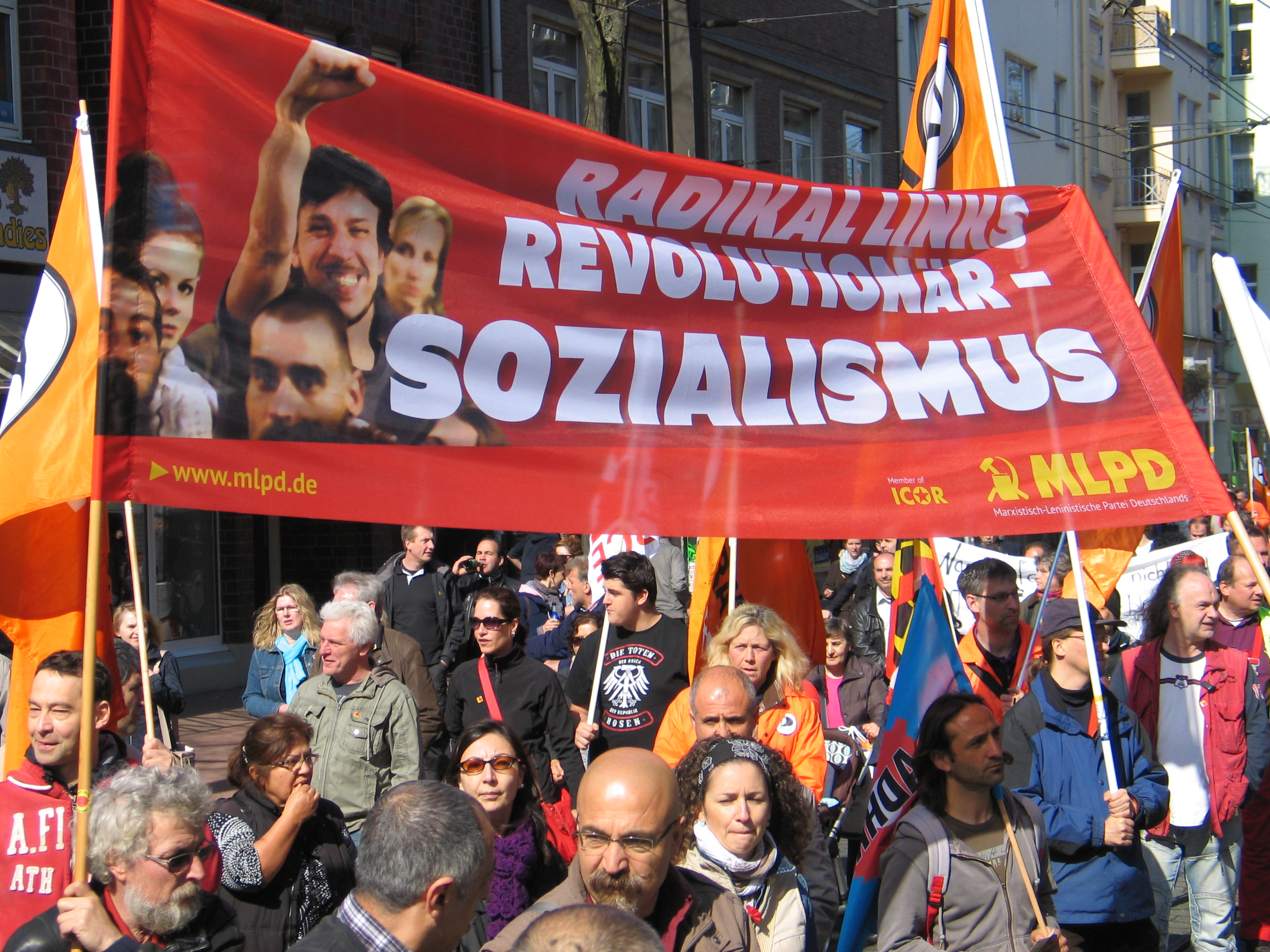
Membros do MLPD em uma manifestação.

O MLPD chama sua orientação política "Echter Sozialismus" ("Socialismo Real"). O partido diz que o aumento "Echt" ("Real") tem uma importância tática, "para definir outras contorções do revisionismo e do reformismo modernos", como o trotskismo, que o MLPD nomeia uma "divergência tacanha de Marxismo". Assim, o partido define-se de outros partidos de esquerda, como o Partido Comunista Alemão, a Esquerda ou o Partido da Igualdade Socialista.

## História
O MLPD promove o Marxismo-Leninismo e o Pensamento Mao Zedong. Apenas parte dos membros do MLPD é originário do movimento estudantil da década de 1960. Willi Dickhut, o fundador do partido, havia sido expulso do Partido Comunista da Alemanha em 1966 por criticar a mudança das condições sociais na União Soviética. Seu livro sobre a restauração do capitalismo na União Soviética foi publicado em 1971 e é parte fundamental da ideologia do MLPD. O MLPD descreve as mudanças políticas e econômicas na maioria dos países do Leste Europeu após o 20º Congresso do Partido Comunista da União Soviética como traição ao socialismo . A partir de 1976, quando as mudanças econômicas proporcionadas por Deng Xiaoping estavam ocorrendo, as organizações predecessoras do MLPD criticaram essas mudanças como a restauração do capitalismo na China.
Nas eleições federais de 1998, o partido obteve apenas 0,01% dos votos. Em 2002, o MLPD não participou das eleições federais e convocou as pessoas a boicotar. O MLPD participou das eleições federais de 2005, posicionando-se geralmente nas campanhas como uma alternativa radical ao Partido de Esquerda . O MLPD ganhou 0,1 por cento do total de votos expressos. Isso marcou um aumento de dez vezes em relação ao resultado de 1998, apesar da competição com o Partido de Esquerda. Sua exibição mais forte foi nos estados da Saxônia-Anhalt e Turíngia, onde obteve 0,4% dos votos. O MLPD também participou das eleições federais de 2009 e anunciou sua participação nas eleições federais de 2013.
Ainda assim, alguns sindicatos na Alemanha têm uma política de expulsar membros do MLPD. Um exemplo disso é quando o ex-presidente do partido, Stefan Engel, foi obrigado a deixar o IG Metall e se tornou membro do Ver.di, que não se posiciona contra o MLPD.
Para as eleições federais de 2017, o MLPD formou a coalizão Internationalistischen Bündnis (Aliança Internacionalista). A coalizão é composta por diferentes grupos eleitorais locais, organizações de migrantes (como ATIF, ADHK e a seção alemã do Partido Comunista do Irã ) e grupos sindicais.
Embora o partido tenha tido pouco sucesso nas eleições nacionais ou estaduais, o partido conseguiu ganhar vários assentos nos conselhos locais. No entanto, esses partidos são contestados sob um rótulo local diferente e não com um programa comunista explícito. No entanto, esses partidos são todos membros da coalizão eleitoral Aliança Internacionalista liderada pelo MLPD.

## Resultados eleitorais

### Parlamento Federal (Bundestag)
| Ano  | Primeiro Voto | Segundo Voto | % do Segundo Voto |
| ---- | ------------- | ------------ | ----------------- |
| 1987 | 596           | 13.422       | 0,0%              |
| 1994 | 4.932         | 10.038       | 0,0%              |
| 1998 | 7.208         | 4.731        | 0,0%              |
| 2005 | 16.480        | 45.238       | 0,1%              |
| 2009 | 17.512        | 29.261       | 0,1%              |
| 2013 | 12.904        | 24.219       | 0,1%              |
| 2017 | 35.835        | 29.928       | 0,1%              |
| 2021 | 22.754        | 17.994       | 0,0%              |

### Parlamento Europeu
| Ano  | Votos  | %     |
| ---- | ------ | ----- |
| 1989 | 10.134 | 0,0%  |
| 2014 | 18.198 | 0,1%  |
| 2019 | 18.340 | 0,05% |

### Eleições Locais de Alianças com Participação MLPD
| Cidade              | Ano de eleição | Assentos | %     | Rótulo                                           |
| ------------------- | -------------- | -------- | ----- | ------------------------------------------------ |
| Albstadt            | 2018           | 1 / 32   | 3,4%  | zukunftsorientiert unabhängig gemeinsam (ZUG)    |
| Bergkamen           | 2020           | 3 / 44   | 5,9%  | Bergauf Bergkamen                                |
| Eisenach            | 2019           | 1 / 36   | 2,2%  | Eisenacher Aufbruch                              |
| Esslingen am Neckar | 2019           | 2 / 40   | 3,9%  | Fortschrittlich – Überparteilich – Rege (FÜR)    |
| Gelsenkirchen       | 2020           | 1 / 66   | 1,2 % | Alternativa – Unabhängig – Fortschrittlich (AUF) |
| Neukirchen-Vluyn    | 2020           | 2 / 38   | 5,3 % | Neukirchen-Vluyn AUF gehts                       |

## Ex-membros conhecidos do MLPD
- Robert Kurz teórico marxista alemão
- Berthold Huber sindicalista alemão